# Giovanni Giuliani (pittore)
Giovanni Giuliani (Venezia, 21 dicembre 1893 – Mogliano Veneto, 1965) è stato un pittore e incisore italiano.

## Biografia
Nel 1911 comincia a frequentare l'Accademia delle Belle Arti della sua città seguendo i corsi di Ettore Tito per la pittura e la Scuola Libera di Incisione retta da Emanuele Brugnoli riaperta nel 1912 dopo una chiusura durata circa un trentennio.
Già nel 1913 partecipa ad una mostra organizzata dalla Famiglia Artistica in Milano.
La sua attività di studio ed artistica si interrompe per lo scoppio della prima guerra mondiale alla quale partecipa come fante sul fronte del Carso. Di quegli anni rimangono un'incisione Strada mascherata realizzata nel 1917 raffigurante una strada di Selz, sobborgo di Monfalcone, ed una relativa all'impianto industriale dell'Adria Werke situato sempre a Monfalcone.
Finita la guerra si diploma all'Accademia di Belle Arti di Venezia, consolida la conoscenza delle tecniche incisorie, è coinvolto nelle iniziative di "svecchiamento" artistico che nascono nella città lagunare aderendo all'UGA (Unione Giovani Artisti) nel marzo del 1919 e partecipa a varie mostre, a partire da quelle di Ca' Pesaro nel 1919 e 1920, in compagnia di molti giovani artisti che poi troveranno consacrazione anche internazionale. 
Le sue capacità trovano conferma quando Emanuele Brugnoli, lasciando la cattedra di Incisione presso l'Accademia di Belle Arti, lo indica come suo successore. Da qui inizierà per il Giuliani un impegno per quasi un trentennio, fino al 1958, durante il quale formerà una folta serie di artisti tra i quali Giovanni Barbisan, Virgilio Tramontin, Cesco Magnolato, Mario Guadagnino e molti altri.
Numerose le sue esposizioni, in tutta Europa e nelle Americhe. Alla Biennale Internazionale d'Arte di Venezia partecipa nelle edizioni del '20, '24, '36, '38, '48 e '50 e solo lo scoppio della seconda guerra mondiale lo priva, nel 1944, di una personale già programmata presso la prestigiosa manifestazione.
L'uomo, di carattere schivo e riservato, non se ne cruccia e continua a proporre una rigorosa coerenza nel suo linguaggio incisorio, alcune volte più scavato, altre più narrativo, ma sempre frutto di una profonda introspezione fusa con una grande capacità tecnica. Tra i soggetti preferiti gli scorci familiari della sua Venezia, città-luogo tanto amata, e le vedute della laguna nord con le rarefatte atmosfere di Torcello, Burano e Mazzorbo, ma anche paesaggi della campagna friulana pervasi di malinconia.
Significativi i cicli, raccolti in specifiche cartelle con opere di grandi dimensioni, dedicati ai grandi cambiamenti del tessuto urbano intervenuti nella città lagunare nei primi anni '30. Lo scavo del Rio Novo, la costruzione del nuovo ponte dell'Accademia e di quello degli Scalzi, la costruzione del ponte translagunare — che affianca la linea ferroviaria costruita sotto l'Austria —, lo sviluppo del polo industriale di Porto Marghera.
Nei primi anni '50, insieme a Virgilio Tramontin, Remo Wolf, Tranquillo Marangoni e Giorgio Trentin (1917–2013), fonda l'Associazione degli Incisori Veneti, nucleo significativo di artisti che contribuisce, con l'organizzazione di esposizioni in Italia ed all'estero, al rilancio dell'arte grafica.
Gran parte della sua opera consiste in incisioni all'acquaforte (la sua tecnica preferita), ma si è cimentato anche con la xilografia, oltre che produrre oli ed acquerelli.
Si spegne alla soglia dei 72 anni per le conseguenze di gravi problemi polmonari, probabilmente aggravati dalla nocività dei prodotti utilizzati nella sua attività artistica oltre che dall'abitudine al fumo.
Sue opere sono presenti in vari musei italiani ed esteri. 
| Controllo di autorità | VIAF (EN) 60030899 · ISNI (EN) 0000 0000 1449 6044 · LCCN (EN) no2011178337 · GND (DE) 124967051 |